# Vilma Martinkaitienė
Vilma Martinkaitienė (*  9. September 1966 in Kelmė) ist eine litauische Politikerin.

## Leben
Nach dem Abitur 1984 an der Aleksonis-Mittelschule mit Fachrichtung  Mathematik in Kaunas absolvierte sie 1989 das Diplomstudium an der  Fakultät für Leichtindustrie am Kauno politechnikos institutas. 
Von 1994 bis 1995 arbeitete sie bei UAB „Sabina“ als Referentin, von 1995 bis 1997 als Produktmanagerin. Von 1997 bis 1999 arbeitete sie bei UAB „Senukų prekybos centras“, von 1999 bis 2000 bei UAB „Švenčionėlių vaisvandeniai“ als Kommerzdirektorin, von 2000 bis 2004 als Generaldirektorin, danach bei UAB „Ateities ekologija“.  
Von 2004 bis 2008 war sie Mitglied im Seimas. Danach beschäftigte sie sich mit dem Miete-Geschäft.
Sie ist Mitglied vom Nationalen Verband für Getränkehersteller (Nacionalinė gėrimų gamintojų asociacija) und Konföderation der litauischen Wirtschaftsarbeitgeber (Lietuvos verslo darbdavių konfederacija).
Seit 2004 ist sie Mitglied der Darbo partija.
Sie ist verheiratet. Mit dem Ehemann Raimundas hat sie die Tochter Paula.